# 米科拉伊夫卡 (別爾哥羅德-德涅斯特羅夫斯基區)
45°54′26″N 30°13′4″E / 45.90722°N 30.21778°E
米科拉伊夫卡（烏克蘭語：Миколаївка）是位於烏克蘭西南部的村莊，由敖德萨州裡比爾霍羅德-德涅斯特羅夫斯基區的塞爾希伊夫卡市鎮負責管轄。該村始建於1824年，面積4.05平方公里，2001年人口1,516，人口密度每平方公里374.32人。